# Bracon apicatus
Bracon apicatus är en stekelart som beskrevs av Léon Abel Provancher 1880. Bracon apicatus ingår i släktet Bracon och familjen bracksteklar. Inga underarter finns listade.